# Férfi 4 × 200 méteres gyorsváltó a 2009-es úszó-világbajnokságon
A férfi 4 × 200 méteres gyorsváltó versenyt a 2009-es úszó-világbajnokságon július 31-én rendezték meg. Egy napon volt a selejtező és a döntő.

## Érmesek
| Arany | Ezüst | Bronz |
| Egyesült Államok · Michael Phelps · Ricky Berens · David Walters · Ryan Lochte · Daniel Madwed* · Davis Tarwater* · Peter Vanderkaay* | Oroszország · Nyikita Lobincev · Mihail Poliscsuk · Danyila Izotov · Alekszandr Szuhorukov · Jevgenyij Lagunov* · Szergej Perunyin* | Ausztrália · Kenrick Monk · Robert Hurley · Tommaso D’Orsogna · Patrick Murphy · Nick Ffrost* · Kirk Palmer* |

* Csak a selejtezőkben úsztak, de kaptak érmet.

## Rekordok
|                    | Név                                                                                              | Nemzetiség                | Idő     | Helyszín  | Dátum               |
| ------------------ | ------------------------------------------------------------------------------------------------ | ------------------------- | ------- | --------- | ------------------- |
| Világcsúcs         | Michael Phelps (1:43.31) Ryan Lochte (1:44.28) Ricky Berens (1:46.29) Peter Vanderkaay (1:44.68) | Amerikai Egyesült Államok | 6:58.56 | Peking    | 2008. augusztus 13. |
| Világbajnoki csúcs | Michael Phelps (1:45.36) Ryan Lochte (1:45.86) Klete Keller (1:46.31) Peter Vanderkaay (1:45.71) | Amerikai Egyesült Államok | 7:03.24 | Melbourne | 2007. március 30.   |

## Eredmények

### Selejtező
| Helyezés | Selejtező | Pálya | Nemzetiség | Úszók | Idő     | Megj. |
| -------- | --------- | ----- | ---------- | --- | ------- | ----- |
| 1        | 3         | 4     | USA        | Ricky Berens (1:44.95) Daniel Madwed (1:45.63) Davis Tarwater (1:47.94) Peter Vanderkaay (1:44.78)                | 7:03.30 |       |
| 2        | 3         | 3     | JPN        | Shogo Hihara (1:46.75) Yoshihiro Okumura (1:44.73) Shunsuke Kuzuhara (1:46.41) Macuda Takesi (1:45.41)            | 7:03.30 | AS    |
| 3        | 1         | 4     | AUS        | Nick Ffrost (1:46.93) Robert Hurley (1:45.96) Kirk Palmer (1:46.65) Tommaso D’Orsogna (1:46.02)                   | 7:05.56 |       |
| 4        | 3         | 6     | GER        | Paul Biedermann (1:44.02) Felix Wolf (1:48.25) Yannick Lebherz (1:47.54) Clemens Rapp (1:45.81)                   | 7:05.62 | ER    |
| 5        | 1         | 5     | GBR        | Robert Renwick (1:46.11) NR Andrew Hunter (1:46.85) David Davies (1:46.77) David Carry (1:46.38)                  | 7:06.11 |       |
| 6        | 2         | 4     | RUS        | Jevgenyij Lagunov (1:48.30) Mihail Poliscsuk (1:44.93) Szergej Perunyin (1:46.53) Alekszandr Szuhorukov (1:46.68) | 7:06.44 |       |
| 7        | 2         | 3     | RSA        | Jean Basson (1:45.99) Darian Townsend (1:46.22) Jan Albert Venter (1:47.78) Sebastien Rousseau (1:48.02)          | 7:08.01 | AF    |
| 8        | 3         | 5     | ITA        | Cesare Sciocchetti (1:47.81) Massimiliano Rosolino (1:48.26) Gianluca Maglia (1:45.60) Damiano Lestingi (1:46.40) | 7:08.07 |       |
| 9        | 2         | 6     | HUN        | Cseh László (1:45.78) NR Bernek Péter (1:47.88) Povazsay Zoltán (1:47.99) Kis Gergő (1:46.59)                     | 7:08.24 | NR    |
| 10       | 3         | 2     | BRA        | Thiago Pereira (1:46.57) SA Rodrigo Castro (1:48.23) Lucas Salatta (1:48.48) Nicolas Oliveira (1:46.43)           | 7:09.71 | SA    |
| 11       | 2         | 5     | CAN        | Colin Russell (1:47.81) Stefan Hirniak (1:45.62) Blake Worsley (1:48.71) Joel Greenshields (1:47.77)              | 7:09.91 |       |
| 12       | 1         | 6     | POL        | Paweł Korzeniowski (1:46.59) Konrad Czerniak (1:47.49) Lukasz Wojt (1:48.25) Pawel Rupak (1:49.77)                | 7:12.10 |       |
| 13       | 2         | 2     | POR        | Cesar Faria (1:49.30) Jorge Maia (1:49.67) Diogo Carvalho (1:48.83) Fabio Pereira (1:48.68)                       | 7:16.48 | NR    |
| 14       | 2         | 0     | BEL        | Glenn Surgeloose (1:49.66) Pholien Systermans (1:48.94) Stef Verachten (1:49.48) Yoris Grandjean (1:49.35)        | 7:17.43 | NR    |
| 15       | 1         | 3     | CHN        | Szun Jang (1:51.30) Xin Tong (1:50.27) Shi Tengfei (1:49.54) Chen Zuo (1:49.39)                                   | 7:20.50 |       |
| 16       | 1         | 2     | VEN        | Daniele Tirabassi (1:49.77) Roberto Gómez (1:51.31) Alejandro Gómez (1:51.03) Crox Acuna (1:48.45)                | 7:20.56 | NR    |
| 17       | 1         | 9     | SUI        | David Karasek (1:49.46) Dominik Meichtry (1:48.67) Duncan Furrer (1:53.00) Simon Rabold (1:51.50)                 | 7:22.63 | NR    |
| 18       | 3         | 7     | KAZ        | Artur Dilman (1:54.76) Oleg Rabota (1:51.64) Stanislav Kuzmin (1:53.70) Dmitriy Gordiyenko (1:52.98)              | 7:33.08 |       |
| 19       | 1         | 7     | UZB        | Petr Romashkin (1:53.01) Danil Bugakov (1:53.47) Sobitjon Amilov (1:54.29) Daniil Tulupov (1:53.94)               | 7:34.71 |       |
| 20       | 2         | 1     | TPE        | Hsu Chi-Chieh (1:52.70) Chien Jui-Ting (1:53.37) Pan Kai-Wen (1:55.63) Lin Kuan-Ting (1:55.13)                    | 7:36.83 |       |
| 21       | 2         | 7     | SIN        | Yeo Kai Quan (1:57.33) Lim Wen Hao Joshua (1:52.67) Tan Xue Wei Nicholas (1:53.98) Lim Clement (1:54.56)          | 7:38.54 |       |
| 22       | 1         | 1     | IND        | Mandar Divase (2:00.23) Virdhawal Khade (2:01.54) Rehan Poncha (2:04.98) Ashwin Menon (2:01.09)                   | 8:07.84 |       |
| 23       | 2         | 8     | UAE        | Mohammed Al Ghaferi (2:00.57) Ali Al Kaabi (2:02.70) Mubarak Al Besher (2:04.63) Obaid Al Jasmi (1:59.99)         | 8:07.89 | NR    |
| 24       | 3         | 8     | MAC        | Antonio Tong (2:00.51) Lao Kuan Fong (2:02.52) Wong Wing Cheung Victor (2:01.88) Ngou Pok Man (2:03.72)           | 8:08.63 |       |
| 25       | 2         | 9     | MLT        | Neil Agius (1:59.92) Edward Caruana Dingli (2:03.55) Mark Sammut (2:04.69) Andrea Agius (2:03.50)                 | 8:11.66 |       |
| 26       | 3         | 0     | ALB        | Endi Babi (1:58.90) Mario Sulkja (2:14.21) Jon Pepaj (2:07.03) Sidni Hoxha (2:05.19)                              | 8:25.33 |       |
| 27       | 1         | 8     | NMI        | Eli Ebenezer Wong (2:02.46) Cooper Graf (2:16.29) Shin Kimura (2:15.07) Kailan Staal (2:01.92)                    | 8:35.74 |       |
| –        | 1         | 0     | CRO        | | DNS     |       |
| –        | 3         | 1     | KUW        | | DNS     |       |
| –        | 3         | 9     | CZE        | | DNS     |       |

### Döntő
| Helyezés  | Pálya | Nemzetiség | Úszók | Idő     | Megj. |
| --------- | ----- | ---------- | --- | ------- | ----- |
| Aranyérem | 4     | USA        | Michael Phelps (1:44.49) Ricky Berens (1:44.13) David Walters (1:45.47) Ryan Lochte (1:44.46)                  | 6:58.55 | WR    |
| Ezüstérem | 7     | RUS        | Nyikita Lobincev (1:45.10) Mihail Poliscsuk (1:45.42) Danyila Izotov (1:44.48) Alekszandr Szuhorukov (1:44.15) | 6:59.15 | ER    |
| Bronzérem | 3     | AUS        | Kenrick Monk (1:46.00) Robert Hurley (1:46.47) Tommaso D’Orsogna (1:44.82) Patrick Murphy (1:44.36)            | 7:01.65 | OC    |
| 4         | 5     | JPN        | Sho Uchida (1:45.90) Yoshihiro Okumura (1:45.83) Shogo Hihara (1:45.99) Macuda Takesi (1:44.54)                | 7:02.26 | AS    |
| 5         | 6     | GER        | Paul Biedermann (1:42.81) Felix Wolf (1:47.65) Yannick Lebherz (1:47.31) Clemens Rapp (1:45.42)                | 7:03.19 | NR    |
| 6         | 8     | ITA        | Emiliano Brembilla (1:46.29) NR Gianluca Maglia (1:45.85) Marco Belotti (1:45.46) Filippo Magnini (1:45.88)    | 7:03.48 | NR    |
| 7         | 2     | GBR        | Robert Renwick (1:45.99) NR Robert Bale (1:47.18) David Carry (1:46.41) Ross Davenport (1:46.09)               | 7:05.67 | NR    |
| 8         | 1     | RSA        | Jean Basson (1:46.13) Darian Townsend (1:46.81) Jan Albert Venter (1:47.13) Sebastien Rousseau (1:48.44)       | 7:08.51 |       |